# Estillac
Estillac – to miejscowość i gmina we Francji, w regionie Nowa Akwitania, w departamencie Lot i Garonna.
Według danych na rok 1990 gminę zamieszkiwały 1182 osoby, a gęstość zaludnienia wynosiła 149 osób/km² (wśród 2290 gmin Akwitanii Estillac plasuje się na 368. miejscu pod względem liczby ludności, natomiast pod względem powierzchni na miejscu 1208).